# Lévay család
A kisteleki báró Lévay család egy újkori nemesítésű magyar család.

## Története
Az első Lévay, akinek a nevével találkozhatunk, minden bizonnyal az 1793-ban Jánoshalmán született József. Herczel Máriától két fia maradt, az idősebbik Henrik és az ifjabbik István. Henrik 1868-ban nemesi címerlevelet kapott, majd 1897. április 22-én bárói rangra emelkedett, ekkor kapta előnevét is. Sárkány Rózától a majd 50 évnyi házasság alatt nem született gyermek, így 1905. augusztus 21-én, 4 évvel Henrik halála után öccsére, Istvánra ruházták nemességét és bárói címét a címerével együtt. Megemlítendő még István fiai közül Lajos, aki kivándorlási biztos, közgazdasági szakíró és országgyűlési képviselő is volt, valamint József miniszteri tanácsos és államtitkár.